# حنا جبران
حنا جبران هو نحات فلسطيني، ولد في الجش بالجليل الأعلى. حصل على درجة الماجستير في الفنون الجميلة، ودرجة الدكتوراه في النحت من جامعة ويسكونسن - ملواكي عام 1983، وهو حاليًا أستاذ النحت في جامعة كارولينا الشرقية في غرينفيل، كارولينا الشمالية.

## الأسلوب الفني
تتناول أعماله مفاهيماً متعددة تشمل كل من الزمن والحركة والتوازن والفضاء، حيث يخلق لكل تمثال واقعه الخاص المتأثر بمحيطه المباشر. عمله لا يعتمد على مادة واحدة لإثارة الاستجابة المقصودة، بل يستفيد من المواد المتوافقة مثل الخشب والجرانيت والفولاذ والحديد والبرونز.

## العضويات المهنية
- 1999 - 2007 عضو في "Who's who" في الفن الأمريكي
- 1998 - 2007 عضو في SECAC – مؤتمر الفنون بالكلية الجنوبية.
- 1998 - 2003عضو ومدير الجمعية الدولية لفعاليات النحت الأثري في غرانبي، كندا.
- 1997 - 2007 عضو المركز الدولي للنحت في نيويورك.
- 1994 - 2007 عضو جمعية تعليم النحاتين الثلاثية.
- 1982 - 2007 عضو جمعية الفنون الجامعية في نيويورك.

## المعارض الفردية
- 2006 - معرض سبايرز في بريفارد، كارولاينا الشمالية.
- 2005 - معرض غوست فليت ناجز هيد في كارولاينا الشمالية.
- 2003 - معرض UNC في رالي، كارولاينا الشمالية.
- 2002 - معرض مركز مانتيو للفنون في كارولاينا الشمالية.
- 2001 - معرض الأعمال الجديدة لجامعة كونكورديا في ميلووكي، ويسكونسن.
- 2001 - معرض الأعمال الجديدة في جاليري لي هينسلي في رالي، كارولاينا الشمالية.
- 2001 - معرض الأعمال الجديدة في كلية إلينوي المركزية في بيوريا، إلينوي.
- 2000 - معرض منحوتات الجدار البرونزية البارزة في جامعة ديوك في تشابل هيل، كارولاينا الشمالية
- 1999 - معرض الأعمال الجديدة في الحجر الصابوني والبرونز في متحف جرينفيل للفنون في جرينفيل، كارولاينا الشمالية.
- 1998 - معرض النحت البرونزي والرخامي في كلية بيريا قسم الفنون في بيريا، كنتاكي.
- 1997 - معرض صب البرونز والنحت على الحجر في مركز كينستون للفنون في كينستون، كارولاينا الشمالية.

## المعارض الدولية
- 2007 – بينالي تويامورا الدولي للنحت في هوكايدو، اليابان
- 2003 – معرض ومسابقة جنة يوزي للنحت في الصين
- 2001 - معرض جامعة تشينغ كونغ الوطنية في تاينان، تايوان.
- 2001 – المعرض الدولي للنحت الأثري في مدينة مكسيكو، المكسيك.
- 2000 – المعرض الدولي السابع لنحت علب الأحذية في هونولولو، هاواي.
- 1999 - معرض "المشكال الأمريكي" في إركلنتس، ألمانيا
- 1997 – الندوة والمعرض الدولي الحادي عشر للنحت على الخشب، كيميارفي، فنلندا

## الجوائز البحثية
- 2003 - جائزة ملواكي للخريجين المتميزين في جامعة ويسكونسن - ملواكي.
- 2002 - جائزة زمالة الفنان في مؤتمر الفنون بالكلية الجنوب شرقية، موبيل، ألاباما.
- 2002 - جائزة إنجاز الخمس سنوات من الاتحاد الأوروبي في غرينفيل، كارولاينا الشمالية.
- 2001 - جائزة VCAA للمعلم الباحث في جامعة كارولينا الشرقية في غرينفيل، كارولاينا الشمالية.
- 2001 - جائزة الإنجاز الفني المتميز في مؤتمر الفنون بالكلية الجنوب شرقية في كولومبيا، كارولاينا الجنوبية.
- 2000 - جائزة مجلس المحافظين للتدريس.
- 2001 - جائزة الأستاذ المتميز في التدريس لخريجي جامعة كارولينا الشرقية في غرينفيل، كارولاينا الشمالية.

## روابط خارجية
- أعمال حنا جبران.
- التواصل مع حنا جبران.